# Jardim São Luís
Jardim São Luís es un distrito ubicado en la zona sur de la ciudad de São Paulo, Brasil. Administrativamente pertenece a la subprefectura de M'Boi Mirim. Es el sexto distrito más populoso de toda la ciudad de São Paulo.

## Distritos limítrofes
- Campo Limpo y Vila Andrade (norte)
- Santo Amaro, Socorro y Cidade Dutra
- Jardim Ângela (sureste)
- Capão Redondo (oeste)